# Calothamnus crassus
Calothamnus crassus là một loài thực vật có hoa trong Họ Đào kim nương. Loài này được (Benth.) Hawkeswood mô tả khoa học đầu tiên năm 1987.